# 亞穆納河
亞穆納河，又名朱木納河、閻牟那河，是印度北部主要河流之一、恆河的支流。全長1,370公里，其水系面積達366,223平方（141,399平方英里），佔恆河盆地的40.2%。是印度沒有直接入海的河流中、長度最長的河，此外河岸有許多蒙兀兒帝國時期的著名建築。
此河起源於北阿坎德邦的喜馬拉雅山冰川，在安拉哈巴德注入恆河。安拉哈巴德就是中印度古城Prayāga（梵语：“祭祀之地”；英语：Prayag；玄奘译作「钵罗耶迦」），傳說是梵天创造世界后第一次献祭的地方。
亞穆納河的水質原本良好，不過其中從喜馬拉雅山的亞姆諾特里到德里的沃濟拉巴德 (德里)的這一段，長375公里的河段，在沃濟拉巴德堰壩到Okhla堰壩之間有15個下水道的污水流進亞穆納河，因此在沃濟拉巴德之後的污染非常嚴重。官方人員描述這條河有如污水沟渠一樣，其生物需氧量（BOD）在14至28 mg/l之間，而且含有大量的大腸桿菌。亞穆納河的污染源有：家庭廢水及都市廢水、由於森林砍伐而造成的土壤侵蝕、農業生產產生的肥料、除草劑、殺蟲劑等農業廢水、商業活動產生的逕流以及工業廢水。

## 流經主要城市
- 德里
- 馬圖拉
- 阿格拉

## 外部連結
- 维基共享资源上的相關多媒體資源：亞穆納河